# Lonchoptera barberi
Pour les articles homonymes, voir Barberi.
Espèce
Lonchoptera barberi est une espèce de diptères de la famille des Lonchopteridae.

## Publication originale
- (en + fr) John Klymko et S.A. Marshall, « Review of the Nearctic Lonchopteridae (Diptera), including descriptions of three new species », The Canadian Entomologist, Ottawa, Société d'entomologie du Canada, vol. 140, no 6,‎ décembre 2008, p. 649-673 (ISSN 0008-347X et 1918-3240, OCLC 01553087, lire en ligne).